# Itéa (ort i Grekland, Västra Makedonien)
Itéa (Itea, Itia, Vyrmpeni) är en ort i Grekland.   Den ligger i prefekturen Nomós Florínis och regionen Västra Makedonien, i den norra delen av landet, 400 km nordväst om huvudstaden Aten. Itéa ligger 612 meter över havet och antalet invånare är 542.
Terrängen runt Itéa är huvudsakligen platt, men österut är den kuperad.Runt Itéa är det ganska glesbefolkat, med 25 invånare per kvadratkilometer. Närmaste större samhälle är Florina, 10,6 km sydväst om Itéa. Trakten runt Itéa består till största delen av jordbruksmark.